# Scott Lyons
Scott Lyons, född 23 maj 1974, är en amerikansk skådespelare inom pornografisk film.
Scott Lyons har medverkat i över 1,000 filmer sedan debuten 2000.